# The Head and the Heart
The Head and the Heart er et indie folkpop band fra Seattle, Washington. Gruppen blev dannet i 2009 af Josiah Johnson (sang, guitar, percussion) og Jonathan Russell (sang, guitar, percussion). Siden er Charity Rose Thielen (violin, sang), Chris Zasche (bas), Kenny Hensley (klaver) og Tyler Williams (trommer) stødt til. 

## Diskografi
Albums
- The Head and The Heart (2010)
- The Head and The Heart (remastered, Sub Pop, 2011)
- Let's Be Still (Sub Pop, October 15, 2013)